# Zjoegderdemidijn Goerragtsjaa
Zjoegderdemidijn Goerragtsjaa (Mongools: Жүгдэрдэмидийн Гүррагчаа) (Gurvanbulag, 5 december 1947) is een Mongools voormalig ruimtevaarder. Goerragtsjaa zijn eerste en enige ruimtevlucht was Sojoez 39 en begon op 22 maart 1981. Doel van deze missie was een koppeling uitvoeren met ruimtestation Saljoet 6 en aan boord experimenten uitvoeren. Hij werd met zijn vlucht de eerste Mongoliër in de ruimte. 
In 1978 werd Goerragtsjaa geselecteerd om te trainen als astronaut. Meteen na zijn ruimtereis ging hij als astronaut met pensioen. Van 2000 tot 2004 was hij de Mongoolse minister van Defensie. 
Goerragtsjaa ontving de titel Held van de Sovjet-Unie. 